# Kurt Freundlinger
Kurt Freundlinger (* 5. November 1930 in Steyr; † 8. Mai 2023 in Wien) war ein österreichischer Künstler.

## Leben
Kurt Freundlinger wurde 1930 in Steyr, Oberösterreich geboren. Später zog die Familie nach Wien, wo er 1946 bis 1950 die Graphische Lehr- und Versuchsanstalt, Abteilung Gebrauchsgrafik, besuchte. 1971 eröffnete Freundlinger seine erste große Ausstellung, es folgten zahlreiche weitere, auch  internationale Ausstellungen.
Freundlinger war Mitglied und Vertreter Österreichs bei der Künstlergruppe Europa 24 und später Gründungsmitglied und Präsident der Künstlergruppe art/diagonal.

## Auszeichnungen
- 1985 Berufstitel Professor

## Werke
Als Maler zeichnete sich Kurt Freundlinger durch seine Liebe zu den Farben aus. Er entwickelte sich künstlerisch stets weiter, schuf Landschaftsbilder, Menschenlandschaften und in den späteren Jahren vor allem abstrakte Kunst. Er mischte seine Farben selbst zusammen, arbeitete in Aquarell und Öl und experimentierte auch mit verschiedenen Materialien.

## Belege
1. ↑  Kurt Freundlinger (1930–2023).

| Personendaten    | Personendaten             |
| ---------------- | ------------------------- |
| NAME             | Freundlinger, Kurt        |
| KURZBESCHREIBUNG | österreichischer Künstler |
| GEBURTSDATUM     | 5. November 1930          |
| GEBURTSORT       | Steyr                     |
| STERBEDATUM      | 8. Mai 2023               |
| STERBEORT        | Wien                      |